# AFC Champions League 2023–24
AFC Champions League 2023–24 là mùa giải thứ 42 của giải bóng đá cấp câu lạc bộ hàng đầu châu Á được tổ chức bởi Liên đoàn bóng đá châu Á (AFC), và là lần thứ 21 - cũng là lần cuối cùng - dưới tên gọi AFC Champions League, vì giải sẽ đổi tên thành AFC Champions League Elite từ mùa giải 2024–25.
Đây là mùa đầu tiên kể từ mùa 2002–03 giải đấu thay đổi từ lịch trình xuyên năm sang lịch trình liên năm (mùa thu sang mùa xuân).
Nhà vô địch của giải đấu sẽ tự động lọt vào vòng League của AFC Champions League Elite 2024–25 nếu đội đó không đủ điều kiện để vào thẳng vòng League thông qua thành tích giải quốc nội.
Urawa Red Diamonds của Nhật Bản là đương kim vô địch, nhưng đã không thể bảo vệ thành công danh hiệu khi bị loại ở vòng bảng. Al Ain của Các Tiểu vương quốc Ả Rập Thống nhất đánh bại Yokohama F. Marinos của Nhật Bản với tổng tỉ số 6–3 sau hai lượt trận chung kết, qua đó có lần thứ 2 giành chức vô địch AFC Champions League và giành quyền tham dự Giải vô địch bóng đá thế giới các câu lạc bộ 2025 tại Hoa Kỳ.

## Phân bố đội của các hiệp hội
47 hiệp hội thành viên của AFC được xếp hạng dựa trên thành tích của câu lạc bộ của họ trong bốn năm qua trong các cuộc thi AFC (Bảng xếp hạng bóng đá nam FIFA của đội tuyển quốc gia của họ không còn được xem xét).
- Các hiệp hội đến từ 2 khu vực (Điều 3.1):
  - Phía Tây có 25 hiệp hội đến từ Liên đoàn bóng đá Tây Á (WAFF), Liên đoàn bóng đá Nam Á (SAFF), và Hiệp hội bóng đá Trung Á (CAFA).
  - Phía Đông gồm 22 hiệp hội đến từ Liên đoàn bóng đá Đông Nam Á (AFF) và Liên đoàn bóng đá Đông Á (EAFF).
  - AFC có thể chuyển một hoặc nhiều hiệp hội sang khu vực khác nếu cần thiết.
- 12 hiệp hội hàng đầu ở mỗi khu vực đủ điều kiện tham gia AFC Champions League.
- Các vị trí trong mỗi khu vực được phân phối như sau:
  - Các hiệp hội xếp hạng 1 và 2 mỗi hiệp hội có ba suất dự vòng bảng và một suất dự vòng loại.
  - Các hiệp hội xếp hạng 3 và 4 mỗi hiệp hội có hai suất dự vòng bảng và hai suất dự vòng loại.
  - Các hiệp hội xếp hạng 5 mỗi hiệp hội có một suất dự vòng bảng và hai suất dự vòng loại.
  - Các hiệp hội xếp hạng 6 mỗi hiệp hội có một suất dự vòng bảng và một suất dự vòng loại.
  - Các hiệp hội xếp hạng 7 đến 10 mỗi hiệp hội có một suất dự vòng bảng.
  - Các hiệp hội xếp hạng 11 và 12 mỗi hiệp hội có một suất dự vòng loại.
  - Đội đương kim vô địch AFC Champions League và AFC Cup đều có một suất dự giải đấu nếu họ không đủ điều kiện tham gia giải đấu thông qua giải quốc nội:
  - Nếu đội vô địch AFC Champions League hoặc AFC Cup thuộc các hiệp hội xếp hạng 1 đến 6, hiệp hội của họ được phân bổ cùng số suất đá play-off và họ thay thế đội có hạt giống thấp nhất từ hiệp hội của mình. Nếu không, hiệp hội của họ sẽ được phân bổ thêm một suất play-off và họ không thay thế bất kỳ đội nào từ hiệp hội của mình (Điều 3.8, 3.9 và 3.10).
  - Nếu cả hai đội vô địch AFC Champions League và AFC Cup đều thuộc cùng một hiệp hội được phân bổ chỉ một suất đá play-off, hiệp hội của họ sẽ được phân bổ thêm một suất đá play-off và chỉ đội có hạt giống thấp nhất từ quốc gia của họ bị thay thế (Điều 3.11).
  - Đội vô địch AFC Champions League và AFC Cup là đội có hạt giống thấp nhất trong các trận play-off vòng loại nếu họ không thay thế bất kỳ đội nào từ hiệp hội của họ (Điều 3.12).
  - Nếu bất kỳ hiệp hội nào xếp hạng từ 1 đến 6 không đáp ứng bất kỳ tiêu chí nào của AFC Champions League, tất cả các suất dự vòng bảng của họ được chuyển thành các suất dự vòng loại. Các suất dự vòng bảng được phân phối lại cho hiệp hội đủ điều kiện cao nhất theo các tiêu chí sau (Điều 3.13 và 3.14):
    - Đối với mỗi hiệp hội, tổng số suất tối đa là bốn và số suất dự vòng bảng tối đa là ba (Điều 3.4 và 3.5).
    - Nếu bất kỳ hiệp hội nào được xếp hạng từ thứ 3 đến thứ 6 được phân bổ thêm một suất dự vòng bảng, một suất dự vòng loại sẽ bị hủy bỏ và không được phân phối lại.
    - Nếu bất kỳ hiệp hội nào xếp hạng từ 5 đến 6 được phân bổ thêm hai suất dự vòng bảng, một suất dự vòng loại sẽ bị hủy bỏ và không được phân phối lại.

  - Nếu bất kỳ hiệp hội nào xếp từ thứ 7 đến thứ 10 không đáp ứng bất kỳ tiêu chí nào của AFC Champions League, suất dự vòng bảng của họ được chuyển thành suất dự vòng loại. Suất dự vòng bảng được phân phối lại cho hiệp hội tiếp theo xếp hạng 11 hoặc 12, suất dự vòng loại bị hủy bỏ và không được phân phối lại hoặc nếu không đủ điều kiện, hiệp hội đủ điều kiện cao nhất theo cùng tiêu chí như đã đề cập ở trên (Điều 3.16 và 3.17).
  - Nếu bất kỳ hiệp hội nào chỉ có (các) suất dự vòng loại, bao gồm bất kỳ hiệp hội nào xếp hạng 11 đến 12 hoặc những tình huống được đề cập ở trên, không đáp ứng các tiêu chí tối thiểu của AFC Champions League, (các) suất dự vòng loại sẽ bị hủy bỏ và không được phân phối lại (Điều 3,19 và 3,20).
  - Đối với mỗi hiệp hội, tổng số suất tối đa là một phần ba tổng số đội đủ điều kiện (không bao gồm các đội nước ngoài) ở hạng đấu cao nhất (Điều 3.4). Nếu quy tắc này được áp dụng, bất kỳ suất dự vòng bảng nào không hợp lệ đều được phân phối lại theo cùng tiêu chí như đã đề cập ở trên và các suất dự vòng loại sẽ bị hủy bỏ và không được phân phối lại (Điều 9.10).
  - Tất cả các đội tham dự phải được cấp giấy phép AFC Champions League, và ngoại trừ đội vô địch, phải kết thúc ở nửa trên của giải đấu hàng đầu của họ (Điều 7.1 và 9.5). Nếu bất kỳ hiệp hội nào không có đủ đội đáp ứng tiêu chí này, bất kỳ suất dự vòng bảng nào không hợp lệ đều được phân phối lại theo cùng tiêu chí như đã đề cập ở trên và các suất dự vòng loại sẽ bị hủy bỏ và không được phân phối lại (Điều 9.9).
  - Nếu bất kỳ đội nào được cấp giấy phép từ chối tham dự, suất của họ, bất kể là suất dự vòng bảng hoặc vòng loại, sẽ bị hủy bỏ và không được phân phối lại (Điều 9.11).

### Bảng xếp hạng hiệp hội
Đối với AFC Champions League 2023–24, các hiệp hội được phân bổ vị trí của họ dựa trên bảng xếp hạng hiệp hội được cập nhật đến ngày 11 tháng 7 năm 2021, trong đó có tính đến thành tích của họ tại AFC Champions League và AFC Cup trong giai đoạn từ 2016 đến 2021.
| Tham dự AFC Champions League 2023–24 | Tham dự AFC Champions League 2023–24 |
| ------------------------------------ | ------------------------------------ |
|                                      | Tham dự                              |
|                                      | Không tham dự                        |

| Xếp hạng  | Xếp hạng  | Hiệp hội thành viên      | Điểm                     | Suất dự   | Suất dự       | Suất dự      | Suất dự |
| Xếp hạng  | Xếp hạng  | Hiệp hội thành viên      | Điểm                     | Vòng bảng | Vòng loại     | Vòng loại    |         |
| Khu vực   | AFC       | Hiệp hội thành viên      | Điểm                     | Vòng bảng | Vòng play-off | Vòng sơ loại |         |
| --------- | --------- | ------------------------ | ------------------------ | --------- | ------------- | ------------ | ------- |
| 1         | 1         | Ả Rập Xê Út              | 100.000                  | 3         | 1             | 0            |         |
| 2         | 4         | Iran                     | 77.792                   | 3         | 1             | 0            |         |
| 3         | 5         | Qatar                    | 75.131                   | 2         | 2             | 0            |         |
| 4         | 6         | Uzbekistan               | 64.712                   | 2         | 1             | 1            |         |
| 5         | 8         | UAE                      | 52.588                   | 1         | 0             | 2            |         |
| 6         | 10        | Jordan                   | 46.131                   | 1         | 0             | 1            |         |
| 7         | 12        | Tajikistan               | 37.323                   | 1         | 0             | 0            |         |
| 8         | 13        | Iraq                     | 35.223                   | 1         | 0             | 0            |         |
| 9         | 16        | Turkmenistan             | 27.871                   | 1         | 0             | 0            |         |
| 10        | 17        | Ấn Độ                    | 25.290                   | 1         | 0             | 0            |         |
| 11        | 18        | Liban                    | 23.618                   | 0         | 0             | 0            |         |
| 12        | 21        | Bangladesh               | 19.452                   | 0         | 0             | 1            |         |
| -         | 34        | Oman                     | 5.264                    | 0         | 0             | 0 + 1 (AFC)  |         |
| Tổng cộng | Tổng cộng | Các hiệp hội tham dự: 13 | Các hiệp hội tham dự: 13 | 16        | 5             | 6            |         |
| Tổng cộng | Tổng cộng | Các hiệp hội tham dự: 13 | Các hiệp hội tham dự: 13 | 16        | 11            |              |         |
| Tổng cộng | Tổng cộng | Các hiệp hội tham dự: 13 | Các hiệp hội tham dự: 13 | 27        |               |              |         |

| Xếp hạng  | Xếp hạng  | Hiệp hội thành viên      | Điểm                     | Suất dự   | Suất dự       | Suất dự      | Suất dự |
| Xếp hạng  | Xếp hạng  | Hiệp hội thành viên      | Điểm                     | Vòng bảng | Vòng loại     | Vòng loại    |         |
| Khu vực   | AFC       | Hiệp hội thành viên      | Điểm                     | Vòng bảng | Vòng play-off | Vòng sơ loại |         |
| --------- | --------- | ------------------------ | ------------------------ | --------- | ------------- | ------------ | ------- |
| 1         | 2         | Hàn Quốc                 | 95.462                   | 3         | 1             | 0            |         |
| 2         | 3         | Nhật Bản                 | 93.412                   | 3         | 1             | 0            |         |
| 3         | 7         | Trung Quốc               | 59.948                   | 2         | 2             | 0            |         |
| 4         | 9         | Thái Lan                 | 51.920                   | 2         | 2             | 0            |         |
| 5         | 11        | Hồng Kông                | 40.925                   | 1         | 0             | 2            |         |
| 6         | 14        | Việt Nam                 | 34.937                   | 1         | 0             | 1            |         |
| 7         | 15        | CHDCND Triều Tiên        | 32.286                   | 0         | 0             | 0            |         |
| 8         | 19        | Philippines              | 23.080                   | 1         | 0             | 0            |         |
| 9         | 20        | Malaysia                 | 21.087                   | 1         | 0             | 0            |         |
| 10        | 23        | Úc                       | 17.277                   | 1         | 0             | 0            |         |
| 11        | 24        | Singapore                | 17.016                   | 1         | 0             | 0            |         |
| 12        | 26        | Indonesia                | 15.960                   | 0         | 0             | 1            |         |
| Tổng cộng | Tổng cộng | Các hiệp hội tham dự: 12 | Các hiệp hội tham dự: 12 | 16        | 6             | 4            |         |
| Tổng cộng | Tổng cộng | Các hiệp hội tham dự: 12 | Các hiệp hội tham dự: 12 | 16        | 10            |              |         |
| Tổng cộng | Tổng cộng | Các hiệp hội tham dự: 12 | Các hiệp hội tham dự: 12 | 26        |               |              |         |

## Các đội tham dự
Chú thích:
- TH: Đương kim vô địch
- AC: Đội vô địch AFC Cup
- 1st, 2nd, 3rd,...: Vị trí tại giải quốc nội
- CW: Đội vô địch cúp quốc gia
- PW: Đội thắng play-off dự Champions League

| Tây Á                            | Tây Á                       | Tây Á                                                    | Tây Á                                      |
| -------------------------------- | --------------------------- | -------------------------------------------------------- | ------------------------------------------ |
| Al-Hilal (1st-22, CW–23)         | Nassaji Mazandaran (CW-22)  | Pakhtakor (1st)                                          | Istiklol (1st, CW)                         |
| Al-Ittihad (1st-23)              | Sepahan (2nd-23)            | Nasaf (3rd, CW)                                          | Al-Quwa Al-Jawiya (2nd, CW) [Ghi chú IRQ]  |
| Al-Fayha (CW-22)                 | Al-Sadd (1st-22)            | Al Ain (1st-22)                                          | Ahal (1st, CW)                             |
| Persepolis (1st-23, CW–23)       | Al-Duhail (1st-23, CW-22)   | Al-Faisaly (1st)                                         | Mumbai City (PW)                           |
| Đông Á                           |                             |                                                          |                                            |
| Ulsan HD (1st)                   | Ventforet Kofu (CW)         | Buriram United (1st-22, 1st-23, CW-22, CW-23) [Note THA] | Kaya–Iloilo (1st)                          |
| Jeonbuk Hyundai Motors (2nd, CW) | Kawasaki Frontale (2nd)     | Bangkok United (2nd-23) [Note THA]                       | Johor Darul Ta'zim (1st, CW, CW2)          |
| Pohang Steelers (3rd) [Note KOR] | Vũ Hán Tam Trấn (1st)       | Kiệt Chí (1st, CW)                                       | Melbourne City (1st-22, 1st-23) [Note AUS] |
| Yokohama F. Marinos (1st)        | Sơn Đông Thái Sơn (2nd, CW) | Hà Nội (1st, CW)                                         | Lion City Sailors (2nd) [Note SGP]         |

| Tây Á                    | Tây Á              | Đông Á                                | Đông Á                               |
| ------------------------ | ------------------ | ------------------------------------- | ------------------------------------ |
| Al-Nassr (2nd-23)        | Al-Wakrah (3rd-22) | Urawa Red DiamondsTH (9th) [Note JPN] | Cảng Thượng Hải (4th)                |
| Tractor (4th-23)         | Navbahor (2nd)     | Incheon United (4th) [Note KOR]       | BG Pathum United (2nd-22) [Note THA] |
| Al-Arabi (2nd-23, CW-23) |                    | Chiết Giang (3rd)                     | Port (3rd-23) [Note THA]             |

| Tây Á                  | Tây Á                   | Đông Á                     | Đông Á           |
| ---------------------- | ----------------------- | -------------------------- | ---------------- |
| Al-SeebAC (1st)        | Shabab Al-Ahli (1st-23) | Lee Man (2nd)              | Bali United (PW) |
| AGMK (4th) [Note UZB]  | Al-Wehdat (2nd, CW)     | Rangers (3rd) [Note HKG]   |                  |
| Sharjah (CW-22, CW-23) | Bashundhara Kings (1st) | Hải Phòng (2nd) [Note VIE] |                  |

Chú giải
1. ↑  Mùa giải 2020 không được đưa vào bảng xếp hạng do các trận đấu còn lại tại AFC Cup 2020 bị hủy bỏ vì đại dịch COVID-19.

1. ^ Iraq (IRQ): Nhà vô địch Iraqi Premier League 2022–23 Al-Shorta không được cấp giấy phép AFC Champions League.
2. ^ Uzbekistan (UZB): Nasaf, đội vô địch Cúp Uzbekistan 2022, đã được vào thẳng vòng bảng. Do đó, đội đứng thứ tư Uzbekistan Super League 2022 AGMK giành quyền tham dự vòng play-off.
3. ^ Hàn Quốc (KOR): Jeonbuk Hyundai Motors đã vượt qua vòng loại với tư cách là nhà vô địch Cúp Quốc gia Hàn Quốc 2022. Do đó, đội đứng thứ ba K League 1 2022 Pohang Steelers cũng trực tiếp lọt vào vòng bảng, còn đội đứng thứ tư Incheon United sẽ giành quyền tham dự vòng play-off.
4. ^ Nhật Bản (JPN): Urawa Red Diamonds, đội đứng thứ 9 tại J1 League 2022, thế chỗ của Sanfrecce Hiroshima (đội đứng thứ ba) tại vòng play–off do đã giành chức vô địch AFC Champions League 2022.
5. ^ Singapore (SGP): Albirex Niigata (S), đội vô địch Singapore Premier League 2022, là một câu lạc bộ của Nhật Bản nên không được đại diện cho Singapore tại các giải đấu cấp câu lạc bộ của AFC. Do vậy, đội á quân Lion City Sailors sẽ tham dự giải đấu.
6. ^ Thái Lan (THA): Do sự thay đổi mùa giải từ thể thức xuyên năm truyền thống sang thể thức liên năm, Thái Lan quyết định chia suất 2+2 thành 1+1 trong 2 mùa giải 2021–22 và 2022–23. Điều đó đồng nghĩa với việc chỉ có những đội vô địch Thai League 1 của 2 mùa giải này mới được vào thẳng vòng bảng, còn những đội vô địch Cúp FA Thái Lan của 2 mùa giải sẽ tham dự vòng play-off. Vì đội vô địch Thai League 1 2021–22 Buriram United giành cả chức vô địch Cúp FA Thái Lan 2021–22 nên đội á quân mùa này BG Pathum United giành suất dự vòng play-off của đội vô địch Cúp FA Thái Lan. Do Buriram United tiếp tục giành cả hai chức vô địch Thai League 1 và Cúp FA Thái Lan ở mùa giải 2022–23 nên đội đứng thứ hai Thai League 1 Bangkok United cũng trực tiếp lọt vào vòng bảng, còn đội đứng thứ ba Port sẽ giành quyền dự vòng play-off.
7. ^ Úc (AUS): Do sự thay đổi mùa giải từ thể thức xuyên năm truyền thống sang thể thức liên năm, hệ thống giải bóng đá chuyên nghiệp Úc đã thay đổi thể thức chọn đội, theo đó đội có suất duy nhất của Úc dự AFC Champions League sẽ là đội đứng đầu bảng xếp hạng giai đoạn thông thường của A–League Men mùa giải 2021–22 hoặc 2022–23 có tổng thành tích của 2 mùa giải này tốt nhất.[6] Do Melbourne City là đội đứng đầu bảng xếp hạng của cả 2 mùa giải nên nghiễm nhiên giành suất tham dự AFC Champions League.
8. ^ Hồng Kông (HKG): Do đại dịch COVID–19 tại Hồng Kông, Giải Ngoại hạng Hồng Kông và tất cả các giải đấu cúp cho mùa giải 2021–22 đã bị hủy bỏ. Vì vậy, toàn bộ suất tham dự được chuyển sang cho mùa giải 2022–23.
9. ^ Việt Nam (VIE): Vì đội vô địch Cúp Quốc gia 2022 Hà Nội đã trực tiếp lọt vào vòng bảng với tư cách là đội vô địch V.League 1 2022, nên đội đứng thứ hai là Hải Phòng giành quyền tham dự vòng play-off.

## Lịch thi đấu
Dưới đây là lịch thi đấu của giải.
| Giai đoạn           | Vòng thi đấu  | Ngày bốc thăm        | Lượt đi                 | Lượt về                 |
| ------------------- | ------------- | -------------------- | ----------------------- | ----------------------- |
| Vòng loại           | Vòng sơ loại  | Không bốc thăm       | 15 tháng 8 năm 2023     | 15 tháng 8 năm 2023     |
| Vòng loại           | Vòng play-off | Không bốc thăm       | 22 tháng 8 năm 2023     | 22 tháng 8 năm 2023     |
| Vòng bảng           | Lượt đấu 1    | 24 tháng 8 năm 2023  | 18–20 tháng 9 năm 2023  | 18–20 tháng 9 năm 2023  |
| Vòng bảng           | Lượt đấu 2    | 24 tháng 8 năm 2023  | 2–4 tháng 10 năm 2023   | 2–4 tháng 10 năm 2023   |
| Vòng bảng           | Lượt đấu 3    | 24 tháng 8 năm 2023  | 23–25 tháng 10 năm 2023 | 23–25 tháng 10 năm 2023 |
| Vòng bảng           | Lượt đấu 4    | 24 tháng 8 năm 2023  | 6–8 tháng 11 năm 2023   | 6–8 tháng 11 năm 2023   |
| Vòng bảng           | Lượt đấu 5    | 24 tháng 8 năm 2023  | 27–29 tháng 11 năm 2023 | 27–29 tháng 11 năm 2023 |
| Vòng bảng           | Lượt đấu 6    | 24 tháng 8 năm 2023  | 11–13 tháng 12 năm 2023 | 11–13 tháng 12 năm 2023 |
| Vòng loại trực tiếp | Vòng 16 đội   | 24 tháng 8 năm 2023  | 12–14 tháng 2 năm 2024  | 19–21 tháng 2 năm 2024  |
| Vòng loại trực tiếp | Tứ kết        | 21 tháng 12 năm 2023 | 4–6 tháng 3 năm 2024    | 11–13 tháng 3 năm 2024  |
| Vòng loại trực tiếp | Bán kết       | 21 tháng 12 năm 2023 | 16–17 tháng 4 năm 2024  | 23–24 tháng 4 năm 2024  |
| Vòng loại trực tiếp | Chung kết     | 21 tháng 12 năm 2023 | 11 tháng 5 năm 2024     | 25 tháng 5 năm 2024     |

## Vòng loại

### Vòng sơ loại
Có tổng cộng 10 đội ở vòng sơ loại.
| Đội 1          | Tỉ số | Đội 2             |
| -------------- | ----- | ----------------- |
| Shabab Al-Ahli | 3–0   | Al-Wehdat         |
| Sharjah        | 2–0   | Bashundhara Kings |
| AGMK           | 1–0   | Al-Seeb           |

| Đội 1   | Tỉ số        | Đội 2       |
| ------- | ------------ | ----------- |
| Rangers | 1–4 (s.h.p.) | Hải Phòng   |
| Lee Man | 5–1          | Bali United |

### Vòng play-off
Có tổng cộng 16 đội ở vòng play-off: 11 đội vào thẳng và 5 đội thắng vòng sơ loại.
| Đội 1     | Tỉ số        | Đội 2          |
| --------- | ------------ | -------------- |
| Al-Nassr  | 4–2          | Shabab Al-Ahli |
| Tractor   | 1–3          | Sharjah        |
| Al-Arabi  | 0–1          | AGMK           |
| Al-Wakrah | 0–1 (s.h.p.) | Navbahor       |

| Đội 1              | Tỉ số        | Đội 2            |
| ------------------ | ------------ | ---------------- |
| Incheon United     | 3–1 (s.h.p.) | Hải Phòng        |
| Urawa Red Diamonds | 3–0          | Lee Man          |
| Chiết Giang        | 1–0          | Port             |
| Cảng Thượng Hải    | 2–3          | BG Pathum United |

## Vòng bảng
Lễ bốc thăm chia bảng sẽ diễn ra vào ngày 24 tháng 8 năm 2023 tại trụ sở AFC ở Kuala Lumpur, Malaysia. 40 đội bóng sẽ được bốc thăm vào 10 bảng, mỗi bảng 4 đội: năm bảng khu vực Tây Á (Bảng A–E) và năm bảng khu vực Đông Á (Bảng F–J). Đối với mỗi khu vực, các đội được xếp hạt giống vào bốn nhóm và được bốc thăm vào các vị trí liên quan trong mỗi bảng, dựa trên thứ hạng hiệp hội và hạt giống trong hiệp hội của họ. Các đội cùng một hiệp hội sẽ không được bốc thăm chung một bảng với nhau.

Ở vòng bảng, mỗi bảng sẽ diễn ra theo thể thức vòng tròn hai lượt tính điểm trên sân nhà và sân khách. Đội nhất mỗi bảng và ba đội nhì có thành tích tốt nhất từ mỗi khu vực sẽ tiến vào vòng 16 đội.
| Tiêu chí |
| --- |
| Các đội được xếp hạng theo điểm (3 điểm cho đội thắng, 1 điểm cho đội hòa, 0 điểm cho đội thua), và nếu bằng điểm, các tiêu chí sau đây được áp dụng, theo thứ tự cho trước, để xác định thứ hạng: (Điều 8.3): 1. Điểm trong những trận đối đầu trực tiếp giữa các đội; 2. Hiệu số bàn thắng thua trong những trận đối đầu trực tiếp giữa các đội; 3. Số bàn thắng ghi được trong những trận đối đầu trực tiếp giữa các đội; 4. Nếu có nhiều hơn hai đội bằng điểm, và sau khi xét hết tất cả những tiêu chí đối đầu trên, 1 tập hợp các đội vẫn có chỉ số bằng nhau, tất cả các tiêu chí đối đầu trên sẽ được tái áp dụng riêng cho tập hợp này; 5. Hiệu số bàn thắng thua trong tất cả các trận đấu vòng bảng; 6. Số bàn thắng ghi được trong tất cả các trận đấu vòng bảng; 7. Sút luân lưu nếu chỉ có hai đội thi đấu với nhau trong lượt trận cuối của vòng bảng có các chỉ số bằng nhau; 8. Điểm fair-play (thẻ vàng = –1 điểm, thẻ đỏ gián tiếp = –3 điểm, thẻ đỏ trực tiếp = –3 điểm, thẻ vàng tiếp theo là thẻ đỏ trực tiếp = –4 điểm); 9. Bảng xếp hạng các hiệp hội. |

### Bảng A
| VT | Đội       | ST | T | H | B | BT | BB | HS | Đ  | Giành quyền tham dự |     | AIN | FAY | PAK | AHA |
| -- | --------- | -- | - | - | - | -- | -- | -- | -- | ------------------- | --- | --- | --- | --- | --- |
| 1  | Al Ain    | 6  | 5 | 0 | 1 | 17 | 9  | +8 | 15 | Vòng 16 đội         |     | —   | 4–1 | 1–3 | 4–2 |
| 2  | Al-Fayha  | 6  | 3 | 0 | 3 | 12 | 10 | +2 | 9  | Vòng 16 đội         |     | 2–3 | —   | 2–0 | 3–1 |
| 3  | Pakhtakor | 6  | 2 | 1 | 3 | 8  | 11 | −3 | 7  |                     |     | 0–3 | 1–4 | —   | 3–0 |
| 4  | Ahal      | 6  | 1 | 1 | 4 | 6  | 13 | −7 | 4  |                     | 1–2 | 1–0 | 1–1 | —   |     |

### Bảng B
| VT | Đội        | ST | T | H | B | BT | BB | HS | Đ  | Giành quyền tham dự |     | NAS | SAD | SHA | FAI |
| -- | ---------- | -- | - | - | - | -- | -- | -- | -- | ------------------- | --- | --- | --- | --- | --- |
| 1  | Nasaf      | 6  | 3 | 2 | 1 | 10 | 6  | +4 | 11 | Vòng 16 đội         |     | —   | 3–1 | 1–1 | 3–1 |
| 2  | Al-Sadd    | 6  | 2 | 2 | 2 | 11 | 7  | +4 | 8  |                     |     | 2–2 | —   | 0–0 | 6–0 |
| 3  | Sharjah    | 6  | 2 | 2 | 2 | 4  | 5  | −1 | 8  |                     | 1–0 | 0–2 | —   | 1–0 |     |
| 4  | Al-Faisaly | 6  | 2 | 0 | 4 | 5  | 12 | −7 | 6  |                     | 0–1 | 2–0 | 2–1 | —   |     |

1. 1 2  Điểm đối đầu: Al-Sadd 4, Sharjah 1.

### Bảng C
| VT | Đội               | ST | T | H | B | BT | BB | HS  | Đ  | Giành quyền tham dự |     | ITT | SEP | QUW | AGM |
| -- | ----------------- | -- | - | - | - | -- | -- | --- | -- | ------------------- | --- | --- | --- | --- | --- |
| 1  | Al-Ittihad        | 6  | 5 | 0 | 1 | 11 | 4  | +7  | 15 | Vòng 16 đội         |     | —   | 2–1 | 1–0 | 3–0 |
| 2  | Sepahan           | 6  | 3 | 1 | 2 | 16 | 8  | +8  | 10 | Vòng 16 đội         |     | 0–3 | —   | 1–0 | 9–0 |
| 3  | Al-Quwa Al-Jawiya | 6  | 3 | 1 | 2 | 9  | 7  | +2  | 10 |                     |     | 2–0 | 2–2 | —   | 3–2 |
| 4  | AGMK              | 6  | 0 | 0 | 6 | 5  | 22 | −17 | 0  |                     | 1–2 | 1–3 | 1–2 | —   |     |

1. 1 2  Điểm đối đầu: Sepahan 4, Al-Quwa Al-Jawiya 1.
2. ↑  Trận đấu bị hủy do đội khách Al-Ittihad phản đối việc đội chủ nhà Sepahan đặt tượng của Qasem Soleimani trên đường pitch. Al-Ittihad được xử thắng 3–0 do Sepahan vi phạm quy định của giải đấu.[7]

### Bảng D
| VT | Đội                | ST | T | H | B | BT | BB | HS  | Đ  | Giành quyền tham dự |     | HIL | NAV | NSJ | MUM |
| -- | ------------------ | -- | - | - | - | -- | -- | --- | -- | ------------------- | --- | --- | --- | --- | --- |
| 1  | Al-Hilal           | 6  | 5 | 1 | 0 | 16 | 2  | +14 | 16 | Vòng 16 đội         |     | —   | 1–1 | 2–1 | 6–0 |
| 2  | Navbahor           | 6  | 4 | 1 | 1 | 11 | 6  | +5  | 13 | Vòng 16 đội         |     | 0–2 | —   | 2–1 | 3–0 |
| 3  | Nassaji Mazandaran | 6  | 2 | 0 | 4 | 7  | 10 | −3  | 6  |                     |     | 0–3 | 1–3 | —   | 2–0 |
| 4  | Mumbai City        | 6  | 0 | 0 | 6 | 1  | 17 | −16 | 0  |                     | 0–2 | 1–2 | 0–2 | —   |     |

### Bảng E
| VT | Đội        | ST | T | H | B | BT | BB | HS | Đ  | Giành quyền tham dự |     | NSR | PER | DUH | IST |
| -- | ---------- | -- | - | - | - | -- | -- | -- | -- | ------------------- | --- | --- | --- | --- | --- |
| 1  | Al-Nassr   | 6  | 4 | 2 | 0 | 13 | 7  | +6 | 14 | Vòng 16 đội         |     | —   | 0–0 | 4–3 | 3–1 |
| 2  | Persepolis | 6  | 2 | 2 | 2 | 5  | 5  | 0  | 8  |                     |     | 0–2 | —   | 1–2 | 2–0 |
| 3  | Al-Duhail  | 6  | 2 | 1 | 3 | 9  | 9  | 0  | 7  |                     | 2–3 | 0–1 | —   | 2–0 |     |
| 4  | Istiklol   | 6  | 0 | 3 | 3 | 3  | 9  | −6 | 3  |                     | 1–1 | 1–1 | 0–0 | —   |     |

### Bảng F
| VT | Đội                    | ST | T | H | B | BT | BB | HS | Đ  | Giành quyền tham dự |     | BAN | JEO | LCS | KIT |
| -- | ---------------------- | -- | - | - | - | -- | -- | -- | -- | ------------------- | --- | --- | --- | --- | --- |
| 1  | Bangkok United         | 6  | 4 | 1 | 1 | 11 | 8  | +3 | 13 | Vòng 16 đội         |     | —   | 3–2 | 1–0 | 1–1 |
| 2  | Jeonbuk Hyundai Motors | 6  | 4 | 0 | 2 | 12 | 9  | +3 | 12 | Vòng 16 đội         |     | 3–2 | —   | 3–0 | 2–1 |
| 3  | Lion City Sailors      | 6  | 2 | 0 | 4 | 5  | 9  | −4 | 6  |                     |     | 1–2 | 2–0 | —   | 0–2 |
| 4  | Kiệt Chí               | 6  | 1 | 1 | 4 | 7  | 9  | −2 | 4  |                     | 1–2 | 1–2 | 1–2 | —   |     |

### Bảng G
| VT | Đội                 | ST | T | H | B | BT | BB | HS  | Đ  | Giành quyền tham dự |     | YOK | SHA | INC | KAY |
| -- | ------------------- | -- | - | - | - | -- | -- | --- | -- | ------------------- | --- | --- | --- | --- | --- |
| 1  | Yokohama F. Marinos | 6  | 4 | 0 | 2 | 12 | 7  | +5  | 12 | Vòng 16 đội         |     | —   | 3–0 | 2–4 | 3–0 |
| 2  | Sơn Đông Thái Sơn   | 6  | 4 | 0 | 2 | 14 | 7  | +7  | 12 | Vòng 16 đội         |     | 0–1 | —   | 3–1 | 6–1 |
| 3  | Incheon United      | 6  | 4 | 0 | 2 | 14 | 9  | +5  | 12 |                     |     | 2–1 | 0–2 | —   | 4–0 |
| 4  | Kaya–Iloilo         | 6  | 0 | 0 | 6 | 4  | 21 | −17 | 0  |                     | 1–2 | 1–3 | 1–3 | —   |     |

1. 1 2 3  Bằng nhau về điểm đối đầu. Hiệu số bàn thắng bại đối đầu: Yokohama F. Marinos +1, Sơn Đông Thái Sơn 0, Incheon United −1.

### Bảng H
| VT | Đội            | ST | T | H | B | BT | BB | HS | Đ  | Giành quyền tham dự |     | VEN | MEL | ZHE | BUR |
| -- | -------------- | -- | - | - | - | -- | -- | -- | -- | ------------------- | --- | --- | --- | --- | --- |
| 1  | Ventforet Kofu | 6  | 3 | 2 | 1 | 11 | 8  | +3 | 11 | Vòng 16 đội         |     | —   | 3–3 | 4–1 | 1–0 |
| 2  | Melbourne City | 6  | 2 | 3 | 1 | 8  | 6  | +2 | 9  |                     |     | 0–0 | —   | 1–1 | 0–1 |
| 3  | Chiết Giang    | 6  | 2 | 1 | 3 | 9  | 13 | −4 | 7  |                     | 2–0 | 1–2 | —   | 3–2 |     |
| 4  | Buriram United | 6  | 2 | 0 | 4 | 9  | 10 | −1 | 6  |                     | 2–3 | 0–2 | 4–1 | —   |     |

### Bảng I
| VT | Đội                | ST | T | H | B | BT | BB | HS  | Đ  | Giành quyền tham dự |     | KAW | ULS | JDT | BGP |
| -- | ------------------ | -- | - | - | - | -- | -- | --- | -- | ------------------- | --- | --- | --- | --- | --- |
| 1  | Kawasaki Frontale  | 6  | 5 | 1 | 0 | 17 | 6  | +11 | 16 | Vòng 16 đội         |     | —   | 1–0 | 5–0 | 4–2 |
| 2  | Ulsan HD           | 6  | 3 | 1 | 2 | 12 | 8  | +4  | 10 | Vòng 16 đội         |     | 2–2 | —   | 3–1 | 3–1 |
| 3  | Johor Darul Ta'zim | 6  | 3 | 0 | 3 | 11 | 13 | −2  | 9  |                     |     | 0–1 | 2–1 | —   | 4–1 |
| 4  | BG Pathum United   | 6  | 0 | 0 | 6 | 9  | 22 | −13 | 0  |                     | 2–4 | 1–3 | 2–4 | —   |     |

### Bảng J
| VT | Đội                | ST | T | H | B | BT | BB | HS | Đ  | Giành quyền tham dự |     | POH | URA | HAN | WUH |
| -- | ------------------ | -- | - | - | - | -- | -- | -- | -- | ------------------- | --- | --- | --- | --- | --- |
| 1  | Pohang Steelers    | 6  | 5 | 1 | 0 | 14 | 5  | +9 | 16 | Vòng 16 đội         |     | —   | 2–1 | 2–0 | 3–1 |
| 2  | Urawa Red Diamonds | 6  | 2 | 1 | 3 | 12 | 9  | +3 | 7  |                     |     | 0–2 | —   | 6–0 | 2–1 |
| 3  | Hà Nội             | 6  | 2 | 0 | 4 | 7  | 16 | −9 | 6  |                     | 2–4 | 2–1 | —   | 2–1 |     |
| 4  | Vũ Hán Tam Trấn    | 6  | 1 | 2 | 3 | 8  | 11 | −3 | 5  |                     | 1–1 | 2–2 | 2–1 | —   |     |

### Xếp hạng các đội nhì bảng

###### Khu vực Tây Á
| VT | Bg | Đội        | ST | T | H | B | BT | BB | HS | Đ  | Giành quyền tham dự |
| -- | -- | ---------- | -- | - | - | - | -- | -- | -- | -- | ------------------- |
| 1  | D  | Navbahor   | 6  | 4 | 1 | 1 | 11 | 6  | +5 | 13 | Vòng 16 đội         |
| 2  | C  | Sepahan    | 6  | 3 | 1 | 2 | 16 | 8  | +8 | 10 | Vòng 16 đội         |
| 3  | A  | Al-Fayha   | 6  | 3 | 0 | 3 | 12 | 10 | +2 | 9  | Vòng 16 đội         |
| 4  | B  | Al-Sadd    | 6  | 2 | 2 | 2 | 11 | 7  | +4 | 8  |                     |
| 5  | E  | Persepolis | 6  | 2 | 2 | 2 | 5  | 5  | 0  | 8  |                     |

###### Khu vực Đông Á
| VT | Bg | Đội                    | ST | T | H | B | BT | BB | HS | Đ  | Giành quyền tham dự |
| -- | -- | ---------------------- | -- | - | - | - | -- | -- | -- | -- | ------------------- |
| 1  | G  | Sơn Đông Thái Sơn      | 6  | 4 | 0 | 2 | 14 | 7  | +7 | 12 | Vòng 16 đội         |
| 2  | F  | Jeonbuk Hyundai Motors | 6  | 4 | 0 | 2 | 12 | 9  | +3 | 12 | Vòng 16 đội         |
| 3  | I  | Ulsan HD               | 6  | 3 | 1 | 2 | 12 | 8  | +4 | 10 | Vòng 16 đội         |
| 4  | H  | Melbourne City         | 6  | 2 | 3 | 1 | 8  | 6  | +2 | 9  |                     |
| 5  | J  | Urawa Red Diamonds     | 6  | 2 | 1 | 3 | 12 | 9  | +3 | 7  |                     |

## Vòng đấu loại trực tiếp
Ở vòng đấu loại trực tiếp, 16 đội sẽ thi đấu loại trực tiếp. Mỗi cặp đấu sẽ diễn ra theo thể thức hai lượt sân nhà và sân khách. Hiệp phụ và loạt sút luân lưu sẽ được sử dụng để quyết định đội thắng nếu cần thiết (Quy định Điều 10.1). Luật bàn thắng sân khách đã bị AFC bãi bỏ khỏi tất cả các giải đấu cấp câu lạc bộ của AFC kể từ mùa giải 2023–24.
Lễ bốc thăm cho toàn bộ vòng loại trực tiếp được tổ chức vào ngày 28 tháng 12 năm 2023, 16:00 MYT (UTC+8), tại Tòa nhà AFC ở Kuala Lumpur, Malaysia.

### Sơ đồ
|  | Vòng 16 đội                  | Vòng 16 đội | Vòng 16 đội             | Vòng 16 đội |   |                        | Tứ kết | Tứ kết | Tứ kết | Tứ kết |  |  | Bán kết | Bán kết | Bán kết | Bán kết |  |  | Chung kết | Chung kết | Chung kết | Chung kết |  |
|  |                              |             |                         |             |   |                        |        |        |        |        |  |  |         |         |         |         |  |  |           |           |           |           |  |
|  | Jeonbuk Hyundai Motors       | 2           | 1                       | 3           |   |                        |        |        |        |        |  |  |         |         |         |         |  |  |           |           |           |           |  |
|  | Jeonbuk Hyundai Motors       | 2           | 1                       | 3           |   |                        |        |        |        |        |  |  |         |         |         |         |  |  |           |           |           |           |  |
|  | Pohang Steelers              | 0           | 1                       | 1           |   |                        |        |        |        |        |  |  |         |         |         |         |  |  |           |           |           |           |  |
|  | Pohang Steelers              | 0           | 1                       | 1           |   | Jeonbuk Hyundai Motors | 1      | 0      | 1      |        |  |  |         |         |         |         |  |  |           |           |           |           |  |
|  |                              |             |                         |             |   | Jeonbuk Hyundai Motors | 1      | 0      | 1      |        |  |  |         |         |         |         |  |  |           |           |           |           |  |
|  |                              |             | Ulsan HD                | 1           | 1 | 2                      |        |        |        |        |  |  |         |         |         |         |  |  |           |           |           |           |  |
|  | Ulsan HD                     | 3           | Ulsan HD                | 1           | 1 | 2                      | 2      | 5      |        |        |  |  |         |         |         |         |  |  |           |           |           |           |  |
|  | Ulsan HD                     | 3           |                         |             |   |                        |        |        |        |        |  |  |         |         |         |         |  |  |           |           |           |           |  |
|  | Ventforet Kofu               | 0           | 1                       | 1           |   |                        |        |        |        |        |  |  |         |         |         |         |  |  |           |           |           |           |  |
|  | Ventforet Kofu               | 0           | 1                       | 1           |   | Ulsan HD               | 1      | 2      | 3 (4)  |        |  |  |         |         |         |         |  |  |           |           |           |           |  |
|  | Khu vực Đông Á               |             |                         |             |   | Ulsan HD               | 1      | 2      | 3 (4)  |        |  |  |         |         |         |         |  |  |           |           |           |           |  |
|  |                              |             | Yokohama F. Marinos (p) | 0           | 3 | 3 (5)                  |        |        |        |        |  |  |         |         |         |         |  |  |           |           |           |           |  |
|  | Sơn Đông Thái Sơn            | 2           | Yokohama F. Marinos (p) | 0           | 3 | 3 (5)                  | 4      | 6      |        |        |  |  |         |         |         |         |  |  |           |           |           |           |  |
|  | Sơn Đông Thái Sơn            | 2           |                         |             |   |                        |        |        |        |        |  |  |         |         |         |         |  |  |           |           |           |           |  |
|  | Kawasaki Frontale            | 3           | 2                       | 5           |   |                        |        |        |        |        |  |  |         |         |         |         |  |  |           |           |           |           |  |
|  | Kawasaki Frontale            | 3           | 2                       | 5           |   | Sơn Đông Thái Sơn      | 1      | 0      | 1      |        |  |  |         |         |         |         |  |  |           |           |           |           |  |
|  |                              |             |                         |             |   | Sơn Đông Thái Sơn      | 1      | 0      | 1      |        |  |  |         |         |         |         |  |  |           |           |           |           |  |
|  |                              |             | Yokohama F. Marinos     | 2           | 1 | 3                      |        |        |        |        |  |  |         |         |         |         |  |  |           |           |           |           |  |
|  | Bangkok United               | 2           | Yokohama F. Marinos     | 2           | 1 | 3                      | 0      | 2      |        |        |  |  |         |         |         |         |  |  |           |           |           |           |  |
|  | Bangkok United               | 2           |                         |             |   |                        |        |        |        |        |  |  |         |         |         |         |  |  |           |           |           |           |  |
|  | Yokohama F. Marinos (s.h.p.) | 2           | 1                       | 3           |   |                        |        |        |        |        |  |  |         |         |         |         |  |  |           |           |           |           |  |
|  | Yokohama F. Marinos (s.h.p.) | 2           | 1                       | 3           |   | Yokohama F. Marinos    | 2      | 1      | 3      |        |  |  |         |         |         |         |  |  |           |           |           |           |  |
|  |                              |             |                         |             |   |                        |        |        |        |        |  |  |         |         |         |         |  |  |           |           |           |           |  |
|  |                              |             | Al Ain                  | 1           | 5 | 6                      |        |        |        |        |  |  |         |         |         |         |  |  |           |           |           |           |  |
|  | Nasaf                        | 0           | Al Ain                  | 1           | 5 | 6                      | 1      | 1      |        |        |  |  |         |         |         |         |  |  |           |           |           |           |  |
|  | Nasaf                        | 0           |                         |             |   |                        |        |        |        |        |  |  |         |         |         |         |  |  |           |           |           |           |  |
|  | Al Ain                       | 0           | 2                       | 2           |   |                        |        |        |        |        |  |  |         |         |         |         |  |  |           |           |           |           |  |
|  | Al Ain                       | 0           | 2                       | 2           |   | Al Ain (p)             | 1      | 3      | 4 (3)  |        |  |  |         |         |         |         |  |  |           |           |           |           |  |
|  |                              |             |                         |             |   | Al Ain (p)             | 1      | 3      | 4 (3)  |        |  |  |         |         |         |         |  |  |           |           |           |           |  |
|  |                              |             | Al-Nassr                | 0           | 4 | 4 (1)                  |        |        |        |        |  |  |         |         |         |         |  |  |           |           |           |           |  |
|  | Al-Fayha                     | 0           | Al-Nassr                | 0           | 4 | 4 (1)                  | 0      | 0      |        |        |  |  |         |         |         |         |  |  |           |           |           |           |  |
|  | Al-Fayha                     | 0           |                         |             |   |                        |        |        |        |        |  |  |         |         |         |         |  |  |           |           |           |           |  |
|  | Al-Nassr                     | 1           | 2                       | 3           |   |                        |        |        |        |        |  |  |         |         |         |         |  |  |           |           |           |           |  |
|  | Al-Nassr                     | 1           | 2                       | 3           |   | Al Ain                 | 4      | 1      | 5      |        |  |  |         |         |         |         |  |  |           |           |           |           |  |
|  | Khu vực Tây Á                |             |                         |             |   | Al Ain                 | 4      | 1      | 5      |        |  |  |         |         |         |         |  |  |           |           |           |           |  |
|  |                              |             | Al-Hilal                | 2           | 2 | 4                      |        |        |        |        |  |  |         |         |         |         |  |  |           |           |           |           |  |
|  | Sepahan                      | 1           | Al-Hilal                | 2           | 2 | 4                      | 1      | 2      |        |        |  |  |         |         |         |         |  |  |           |           |           |           |  |
|  | Sepahan                      | 1           |                         |             |   |                        |        |        |        |        |  |  |         |         |         |         |  |  |           |           |           |           |  |
|  | Al-Hilal                     | 3           | 3                       | 6           |   |                        |        |        |        |        |  |  |         |         |         |         |  |  |           |           |           |           |  |
|  | Al-Hilal                     | 3           | 3                       | 6           |   | Al-Hilal               | 2      | 2      | 4      |        |  |  |         |         |         |         |  |  |           |           |           |           |  |
|  |                              |             |                         |             |   | Al-Hilal               | 2      | 2      | 4      |        |  |  |         |         |         |         |  |  |           |           |           |           |  |
|  |                              |             | Al-Ittihad              | 0           | 0 | 0                      |        |        |        |        |  |  |         |         |         |         |  |  |           |           |           |           |  |
|  | Navbahor                     | 0           | Al-Ittihad              | 0           | 0 | 0                      | 1      | 1      |        |        |  |  |         |         |         |         |  |  |           |           |           |           |  |
|  | Navbahor                     | 0           |                         |             |   |                        |        |        |        |        |  |  |         |         |         |         |  |  |           |           |           |           |  |
|  | Al-Ittihad                   | 0           | 2                       | 2           |   |                        |        |        |        |        |  |  |         |         |         |         |  |  |           |           |           |           |  |

### Vòng 16 đội
| Đội 1    | TTS | Đội 2      | Lượt đi | Lượt về |
| -------- | --- | ---------- | ------- | ------- |
| Nasaf    | 1–2 | Al Ain     | 0–0     | 1–2     |
| Al-Fayha | 0–3 | Al-Nassr   | 0–1     | 0–2     |
| Sepahan  | 2–6 | Al-Hilal   | 1–3     | 1–3     |
| Navbahor | 1–2 | Al-Ittihad | 0–0     | 1–2     |

| Đội 1                  | TTS | Đội 2               | Lượt đi | Lượt về      |
| ---------------------- | --- | ------------------- | ------- | ------------ |
| Jeonbuk Hyundai Motors | 3–1 | Pohang Steelers     | 2–0     | 1–1          |
| Ulsan HD               | 5–1 | Ventforet Kofu      | 3–0     | 2–1          |
| Sơn Đông Thái Sơn      | 6–5 | Kawasaki Frontale   | 2–3     | 4–2          |
| Bangkok United         | 2–3 | Yokohama F. Marinos | 2–2     | 0–1 (s.h.p.) |

### Tứ kết
| Đội 1    | TTS         | Đội 2      | Lượt đi | Lượt về      |
| -------- | ----------- | ---------- | ------- | ------------ |
| Al Ain   | 4–4 (3–1 p) | Al-Nassr   | 1–0     | 3–4 (s.h.p.) |
| Al-Hilal | 4–0         | Al-Ittihad | 2–0     | 2–0          |

| Đội 1                  | TTS | Đội 2               | Lượt đi | Lượt về |
| ---------------------- | --- | ------------------- | ------- | ------- |
| Jeonbuk Hyundai Motors | 1–2 | Ulsan HD            | 1–1     | 0–1     |
| Sơn Đông Thái Sơn      | 1–3 | Yokohama F. Marinos | 1–2     | 0–1     |

### Bán kết
| Đội 1  | TTS | Đội 2    | Lượt đi | Lượt về |
| ------ | --- | -------- | ------- | ------- |
| Al Ain | 5–4 | Al-Hilal | 4–2     | 1–2     |

| Đội 1    | TTS         | Đội 2               | Lượt đi | Lượt về      |
| -------- | ----------- | ------------------- | ------- | ------------ |
| Ulsan HD | 3–3 (4–5 p) | Yokohama F. Marinos | 1–0     | 2–3 (s.h.p.) |

### Chung kết
Chung kết sẽ thi đấu theo thể thức hai lượt.
| Yokohama F. Marinos         | 2–1      | Al Ain      |
| --------------------------- | -------- | ----------- |
| - Uenaka 72' - Watanabe 84' | Chi tiết | - Abbas 12' |

| Al Ain                                                  | 5–1      | Yokohama F. Marinos |
| ------------------------------------------------------- | -------- | ------------------- |
| - Rahimi 8', 67' - Kaku 33' (ph.đ.) - Laba 90+1', 90+5' | Chi tiết | - Yan Matheus 40'   |

Al Ain thắng với tổng tỉ số 6–3.

## Cầu thủ ghi bàn hàng đầu
| Hạng | Cầu thủ             | Câu lạc bộ                             | MD1 | MD2 | MD3 | MD4 | MD5 | MD6 | R16-1 | R16-2 | QF1 | QF2 | SF1 | SF2 | F1 | F2 | Tổng cộng |
| ---- | ------------------- | -------------------------------------- | --- | --- | --- | --- | --- | --- | ----- | ----- | --- | --- | --- | --- | -- | -- | --------- |
| 1    | Soufiane Rahimi     | Al Ain                                 |     | 1   | 1   | 1   |     | 1   |       | 1     | 1   | 2   | 3   |     |    | 2  | 13        |
| 2    | Cryzan              | Sơn Đông Thái Sơn                      | 1   |     | 1   | 1   | 3   |     |       | 2     |     |     |     |     |    |    | 8         |
| 2    | Aleksandar Mitrović | Al-Hilal                               |     | 1   | 3   | 1   |     |     | 1     | 1     | 1   |     |     |     |    |    | 8         |
| 2    | Kodjo Fo-Doh Laba   | Al Ain                                 | 2   | 1   |     | 2   |     |     |       | 1     |     |     |     |     |    | 2  | 8         |
| 5    | Salem Al-Dawsari    | Al-Hilal                               |     |     |     |     | 1   | 1   |       | 1     | 1   |     | 1   | 1   |    |    | 6         |
| 5    | Talisca             | Al-Nassr                               |     | 2   | 1   | 3   |     |     |       |       |     |     |     |     |    |    | 6         |
| 5    | Cristiano Ronaldo   | Al-Nassr                               |     | 1   | 2   |     |     |     | 1     | 1     |     | 1   |     |     |    |    | 6         |
| 5    | Anderson Lopes      | Yokohama F. Marinos                    |     |     | 1   |     |     | 1   |       | 1     | 1   | 1   |     | 1   |    |    | 6         |
| 9    | Baghdad Bounedjah   | Al-Sadd                                |     |     | 3   |     | 1   | 1   |       |       |     |     |     |     |    |    | 5         |
| 9    | Khojimat Erkinov    | Pakhtakor                              |     |     | 1   | 1   | 2   | 1   |       |       |     |     |     |     |    |    | 5         |
| 9    | Martin Ádám         | Ulsan HD                               | 3   |     |     |     |     | 2   |       |       |     |     |     |     |    |    | 5         |
| 9    | Hernandes Rodrigues | Incheon United/ Jeonbuk Hyundai Motors | 2   | 1   |     |     | 1   |     | 1     |       |     |     |     |     |    |    | 5         |
| 9    | Ramin Rezaeian      | Sepahan                                |     |     | 2   | 1   |     | 1   | 1     |       |     |     |     |     |    |    | 5         |

Lưu ý: Các bàn thắng ghi được trong các trận play-off vòng loại và các trận đấu bị AFC hủy bỏ không được tính khi xác định vua phá lưới (Quy định Điều 64.4).